# Muridke
Muridke (Urdu ڈسکہ) ist eine Stadt im Distrikt Sheikhupura in der Provinz Punjab in Pakistan. Sie befindet sich nördlich von Lahore.

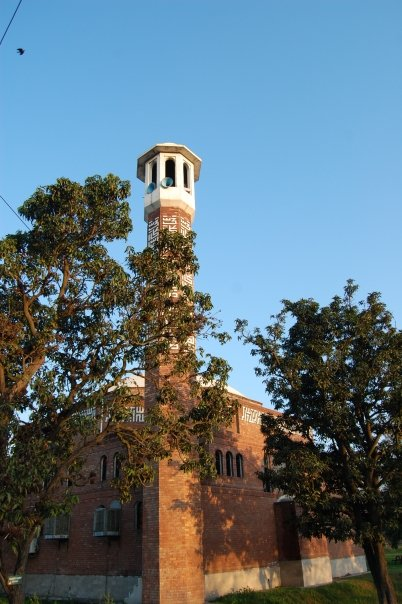
Chand Bagh School in Muridke

## Bevölkerungsentwicklung
| Zensusjahr | Einwohnerzahl |
| ---------- | ------------- |
| 1972       | 18.507        |
| 1981       | 35.419        |
| 1998       | 111.951       |
| 2017       | 166.652       |

## Wirtschaft und Infrastruktur
Muridke ist eine wichtige Handelsstadt. Die Wirtschaft ist weitgehend von Lahore abhängig. In Muridke gibt es mehrere Colleges und Schulen.

## Söhne und Töchter der Stadt
- Iqbal Masih (1982–1995), Aktivist für Kinderrechte